# Coccoloba nutans
Coccoloba nutans är en slideväxtart som beskrevs av Carl Sigismund Kunth. Coccoloba nutans ingår i släktet Coccoloba och familjen slideväxter. Inga underarter finns listade i Catalogue of Life.